# Coombe (Hampshire)
Coombe – wieś w Anglii, w hrabstwie Hampshire. Leży 25 km na wschód od miasta Winchester i 88 km na południowy zachód od Londynu.